# 双凤镇 (隆昌市)
双凤镇，是中华人民共和国四川省内江市隆昌市下辖的一个乡镇级行政单位。

## 行政区划
双凤镇下辖以下地区：
双凤驿社区、平安社区、紫云村、高寺村、秧田村、通盛村、龙灯村、铙钹村、花塘村、太子村、韩家沟村、红土村、河口村、万安村、天湾村、双石村、红花村、芭蕉村、太平村、人民村、白庙村、余家桥村、庵堂村、交通村、回龙村、朝阳村、土墙村、七里村、麻柳村和山峡村。